# Acidente do Shaanxi Y-8 prefixo 5820 em 2017
O Acidente do Shaanxi Y-8 prefixo 5820 ocorreu no dia 7 de junho de 2017, quando uma aeronave Shaanxi Y-8F-200 da Força Aérea de Myanmar desapareceu em um voo de Myeik para Rangum com 122 pessoas a bordo. Os restos da aeronave foram encontrados no Mar de Andamão, a 118 milhas náuticas (218 quilômetros) de Dawei por um navio da marinha de Myanmar.

## Aeronave
A aeronave envolvida no acidente era um Shaanxi Y-8F-200 da Força Aérea de Myanmar, número de série 5820. Ela havia sido entregue em março de 2016 e tinha voado por 806 horas até o momento do acidente.
O Y-8 é uma variante chinesa do Antonov An-12, fabricado na extinta União Soviética, que por sua vez sofreu vários acidentes no passado. Este foi o acidente com mais mortes envolvendo este modelo de aeronave e com mais mortes na história de Myanmar.

## Passageiros e tripulação
O comandante Lt-Col Nyein Chan, o co-piloto Lt-Col Soe Thu Win e o engenheiro de voo Maj Thant Zin Htay pilotavam a aeronave no momento do acidente. A aeronave tinha 14 membros da tripulação.
Havia 108 membros da equipe da Força Aérea de Myanmar e suas famílias, incluindo 15 crianças, além de seis oficiais de alto escalão e outros 29 militares a bordo.

## Acidente
A aeronave estava voando de Myeik para Rangum. Levava 14 tripulantes e 108 passageiros, que incluíam 15 crianças, 35 militares e 58 adultos civis. Também estava transportando 2,4 toneladas de cargas. A aeronave partiu de Myeik às 13h06 UTC+6:30 (06h36 UTC). Às 13h35, a comunicação foi perdida com a aeronave a uma distância de 20 milhas náuticas (37 quilômetros) a oeste de Dawei. A aeronave estava voando a 18 000 pés (5 500 metros) no momento do desaparecimento. Uma operação de busca e salvamento foi lançada no Mar de Andamão. Um porta-voz não identificado do governo disse que o tempo estava limpo no momento do desparecimento. Não foi recebida nenhuma chamada de emergência da aeronave.

### Buscas
Nove navios da marinha de Myanmar, três aviões e helicópteros militares foram enviados para ajudar na busca. Os restos da aeronave foram encontrados a 118 milhas náuticas (218 quilômetros) de Dawei por um navio da Marinha de Myanmar. Em 8 de junho, 29 corpos foram encontrados. Os destroços foram espalhados por uma ampla área, indicando que a aeronave pode ter de despedaçado em pleno ar. As tempestades na área dificultaram a busca. Em 9 de junho, foi relatado que não havia sobreviventes.

## Investigação e causa
Os investigadores descobriram que o piloto perdeu o controle depois de entrar na nuvem de tempestade. O gelo se formou nas asas e os ventos contra a súbita levaram o avião a parar, dizem os meios de comunicação estatais.
Embora fosse época de monção em Mianmar (também chamada de Birmânia), não havia relatos de mau tempo na época. A comunicação com o voo perdeu meia hora para a curta viagem de rotina.
"O acidente ocorreu devido à perda de controle depois de experimentar condições climáticas adversas que causaram a parada do avião ... resultando em um nariz", disse a mídia estatal.
Depois de estudar os dados da caixa preta, os investigadores decidiram que o acidente "não era de qualquer tipo de sabotagem, explosão ou falha do motor".
O avião estava voando de Myeik para Yangon e os destroços foram encontrados no mar fora da cidade costeira de Dawei.
Ainda não está claro por que o piloto voou para a tempestade, dado que o radar meteorológico normalmente permite que tais nuvens sejam evitadas.